# چویژوته
چویژوته (به لهستانی:  Dźwierzuty) یک روستا در لهستان است که در گمینا چویژوته واقع شده‌است. چویژوته ۱٬۳۸۰ نفر جمعیت دارد.